# (613411) 2006 HQ122
(613411) 2006 HQ122 est un objet transneptunien, classé objet épars, de magnitude absolue 6,3. Son diamètre est estimé à 200 kilomètres. 